# Minuartia rossii
Minuartia rossii là loài thực vật có hoa thuộc họ Cẩm chướng. Loài này được (R.Br. ex Richardson) Graebn. mô tả khoa học đầu tiên năm 1918.